# Skin and Bones (chanson)
Pistes de Skin and Bones
Cold Day in the Sun
(9) February Stars
(11)
Skin and Bones une chanson du groupe de rock alternatif Foo Fighters parue en face-B du single DOA le 5 septembre 2005 et sur l'album live Skin and Bones le 7 novembre 2006.

## Liste des chansons
| No | Titre          | Durée |
| -- | -------------- | ----- |
| 1. | Skin and Bones | 4:02  |